# 볏도마뱀붙이속
볏도마뱀붙이속(Correlophus)은 돌도마뱀붙이과에 속한 누벨칼레도니의 고유속이며 다음과 같은 세 종을 포함한다:
- Correlophus belepensis Bauer et al., 2012
- Correlophus ciliatus Guichenot, 1866 (리치큰도마뱀붙이속(Rhacodactylus)에서 옮겨옴)
- Correlophus sarasinorum Roux, 1913 (리치큰도마뱀붙이속(Rhacodactylus)에서 옮겨옴)